# NGC 3934
NGC 3934 is een spiraalvormig sterrenstelsel in het sterrenbeeld Leeuw. Het hemelobject werd in 1871 ontdekt door de Franse astronoom Alphonse Louis Nicolas Borrelly.

## Synoniemen
- UGC 6841
- MCG 3-30-123
- ZWG 97.171
- IRAS11496+1707
- PRC C-38
- PGC 37170